# 石塚左玄
石塚 左玄（いしづか さげん、嘉永4年2月4日（1851年3月6日） - 明治42年（1909年）10月17日）は、明治時代の日本の医師・薬剤師、であり陸軍で薬剤監、軍医を勤めた。玄米・食養の元祖で、その食養は食養会につながり普及活動を行った。従六位勲四等
福井藩（現福井県）出身。陸軍で薬剤監となった後、食事の指導によって病気を治した。栄養学がまだ学問として確立されていない時代に食物と心身の関係を理論にし、医食同源としての食養を提唱する。「体育智育才育は即ち食育なり」と食育を提唱した。食育食養を国民に普及することに努めた。
栄養学の創設者である佐伯矩が現・国立健康・栄養研究所をつくるための寄付を募っていたとき、左玄の功績を耳にした明治天皇がそういう研究所があってもいいのではと述べ、その言葉で寄付が集まったという。しかし、研究所は明治天皇が好きではなかった洋食を奨励し食養とも結びつかなかった。天皇家の献立は食養学に基づいている。

## 略歴
- 1851年（嘉永4年）2月4日(旧暦)、福井藩城下、近郷石塚村で漢方医石塚泰輔の子に生まれる。赤穂事件で有名な大石良雄の末娘の血筋を引く家系であった。幼少から皮膚病と重症の腎炎にかかり晩年まで闘病生活を送る。12歳で医者としての評価があったという。
- 1868年（明治元年） 18歳のとき、福井藩医学校で勤務する。オランダ語をはじめとした欧州の言語で解剖学などを学んでいる。
- 1869年（明治2年） 福井藩助句読師となる。
- 1870年（明治3年） 福井藩病院調合方になる。
- 1871年（明治4年） 同郷の橋本綱常を頼って上京。
- 1872年（明治5年） 東京大学南校科学局で御雇になる。
- 1873年（明治6年） その半年後、医師と薬剤師の資格を取得し、文部省医薬局の助手を務める。
- 1874年（明治7年） 陸軍で軍医試補となる。そこで竹製のピンセットや、担架、乾パン、乾燥野菜などの重要な発明をしている。
- 1876年（明治9年） 陸軍の薬剤監補に任命される。
- 1877年（明治10年） 陸軍の薬剤監副に任命される。
- 1881年（明治14年） 陸軍の薬剤監に任ぜられる。
- 1887年（明治20年）
  - 2月28日　陸軍軍医学舎教官[6]
- 1892年（明治25年）頃には食養が普及し、「双塩会」という食養の実践団体があった。
- 1894年（明治27年） 薬学会誌に、"人類は穀食動物なり"、"飲食物化学塩類論"、"飲食物の加里塩は酸素吸収の媒介者なり"を発表する。
- 1895年（明治28年） 薬学会誌に、"食物中の夫婦アルカリ性質論"、"入浴は亦人体の脱塩法なり"を発表する。
- 1896年（明治29年）
  - 2月16日 予備役[7][8]
  - 『化学的食養長寿論』を出版した。
- 1898年（明治31年） 大衆向けの『通俗食物養生法-一名・化学的食養体心論』を出版した。この頃には、東京市ヶ谷の自宅にある「石塚食療所」に全国から患者が殺到するようになっていた。
- 1907年（明治40年） 食養会を創立した。信奉者には華族や陸軍高官、政治家や財閥なども多くいた。
- 1909年（明治42年）10月17日、幼少期からの闘病の末、萎縮腎のため没する[9]。墓所は台東区元浅草の光明寺。

## 石塚左玄の食養学
1. 食本主義[10]　「食は本なり、体は末なり、心はまたその末なり」と、心身の病気の原因は食にあるとした。人の心を清浄にするには血液を清浄に、血液を清浄にするには食物を清浄にすることである[11]。
2. 人類穀食動物論　食養理論の大著である『化学的食養長寿論』は「人類は穀食（粒食）動物なり」[12]とはじまる。臼歯を噛み合わせると、粒が入るような自然の形状でへこんでいるため、粒食動物とも言った。または穀食主義[10]。人間の歯は、穀物を噛む臼歯20本、菜類を噛みきる門歯8本、肉を噛む犬歯4本なので、人類は穀食動物である。穀食動物であるという天性をつくす[13]。
3. 身土不二　「郷に入れば郷に従え」、その土地の環境にあった食事をとる[14]。居住地の自然環境に適合している主産物を主食に、副産物を副食にすることで心身もまた環境に調和する。
4. 陰陽調和　当時の西洋栄養学では軽視されていたミネラルのナトリウム(塩分)とカリウムに注目した。陽性のナトリウム、陰性のカリウムのバランスが崩れすぎれば病気になるとした[15]。ナトリウムの多いものは塩のほかには肉・卵・魚と動物性食品、カリウムの多いものは野菜・果物と植物性食品となる[16]。しかし、塩漬けした漬け物や海藻は、塩気が多いためにナトリウムが多いものに近い[17]。精白した米というカリウムの少ない主食と、ナトリウムの多い副食によって陰陽のバランスくずれ、病気になる[18]。
5. 一物全体　一つの食品を丸ごと食べることで陰陽のバランスが保たれる。「白い米は粕である」と玄米を主食としてすすめた[19]。

## 食育
智と才は食養に関係する。智と才は表裏の関係だが、「智は本にして才は末なり」と智を軽視しないようにして、カリウムが多くナトリウムが少ない食事によって智と才の中庸を得て、穀食動物の資質を発揮するとした。  
軟化と発展力のあるカリウム、硬化・収縮力のあるナトリウムのバランスに注目する。またカリウムは静性に属し、ナトリウム動性に属する。幼い頃はカリウムの多い食事をとることで、智と体を養成する。思慮や忍耐力や根気を養う。また道徳心や思慮を必要とする場合もカリウムの多い食事にする。社会人に近づくにつれ、ナトリウムの多い食事にしていくことで、才と力を養成する。ただし、ナトリウムが多すぎれば、命ばかりか身も智恵も短くなってしまう。バランスが崩れすぎれば病気にもなるので中庸を保つように食養する。

## 栄典
1886年（明治19年）11月19日 勲五等双光旭日章
1890年（明治23年）8月10日 大日本帝国憲法発布記念章
1891年（明治24年）7月6日 従六位
1894年（明治27年）11月24日 勲四等瑞宝章

## 著作
- 石塚左玄『検尿必携』長瀬時衡、島村利助、1876年6月。
- 石塚左玄『鑑薬精義』陸軍文庫、1876年12月。
- 石塚左玄『飲水要論』石川良信、静思堂、1880年8月。
- 石塚左玄『飲水要論』石川良信（増訂2版）、静思堂、1884年8月。
- 石塚左玄『飲食品化学的塩類論』馬淵延三郎、1894年。
- 石塚左玄『化学的食養長寿論』博文館、1896年6月。
- 石塚左玄『通俗食物養生法-一名・化学的食養体心論』博文館、1898年1月。
- 石塚左玄『通俗食物養生法-一名・化学的食養体心論』（増訂7版）三省堂、1909年12月。
- 石塚左玄「食物養生法」『近代日本養生論・衛生論集成』 第12巻、大空社、1992年。
- 石塚左玄『礼義廉耻の食養論』石塚左玄、1904年1月。
- 石塚左玄『食養道歌俗解』 上巻、莵道春千代、食養新聞社〈食養叢書;第1編〉、1906年7月。
- 石塚左玄 「食養談」『実験心身健康談 』 有楽社、1907年11月。
- 石塚左玄 著、橋本政憲 訳『食医石塚左玄の食べもの健康法-自然食養の原典「食物養生法」現代語訳』農山漁村文化協会〈健康双書ワイド版.食と健康の古典;6〉、2004年3月。ISBN 978-4540033360。